# 愛知県道55号名古屋半田線
愛知県道55号名古屋半田線（あいちけんどう55ごう なごやはんだせん）は、愛知県名古屋市を起点とし、東海市、知多市、阿久比町を通って半田市に至る県道である。ほぼ全線にわたって名鉄常滑線、河和線と並走する。

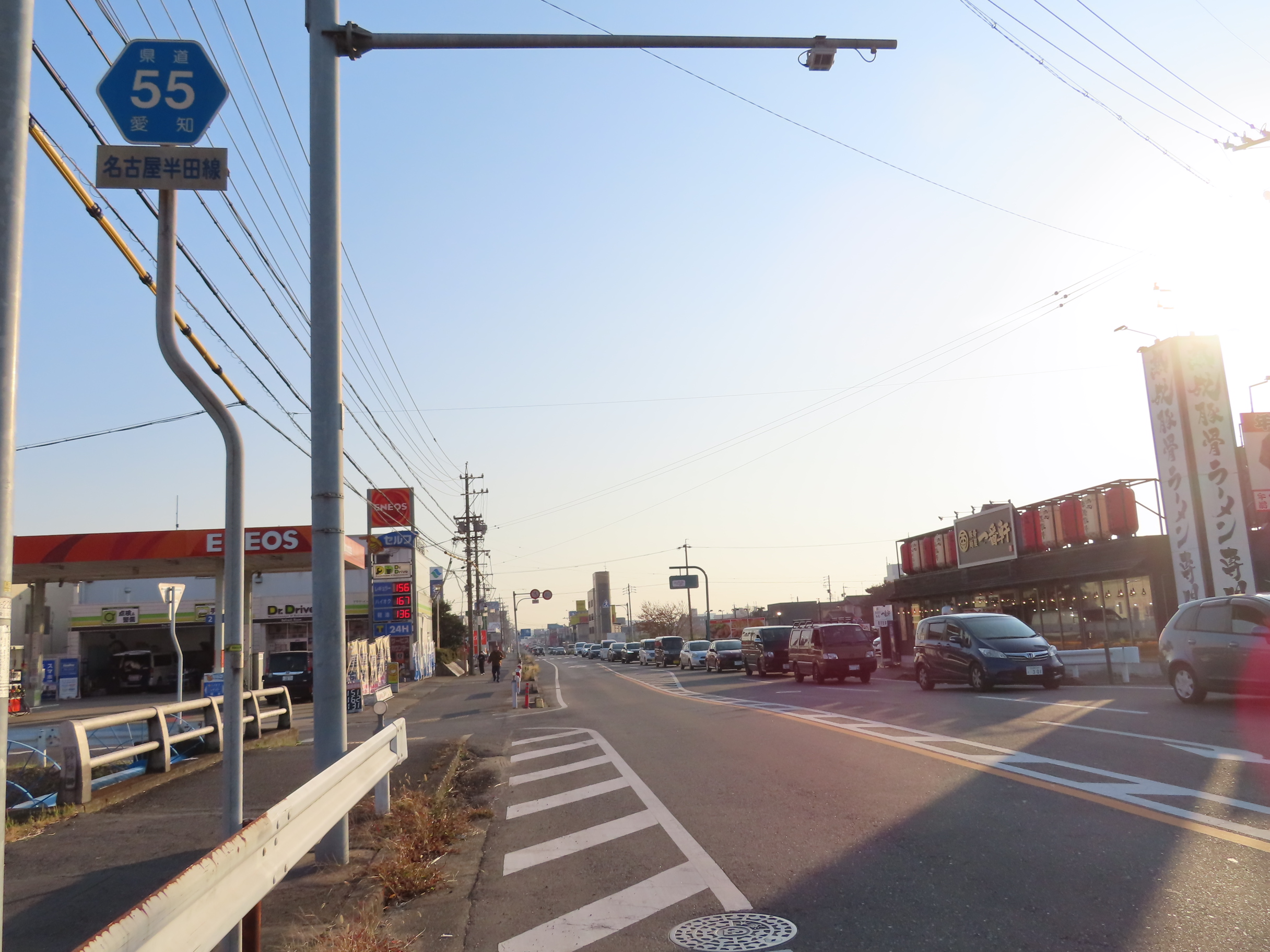
東海市富木島町後田（2022年11月）

## 概要
起点から南区港東通交差点までは国道247号と重複。港東通交差点にて分岐し、一方は北頭交差点にて国道23号（名四国道）と合流し大高ICにて知多半島道路へ、もう一方は大江町交差点、新宝町交差点、名和北交差点を通る。
以前は東海市名和町東垣内交差点にて旧道とバイパスが分岐していた。しかし、バイパス開通により、2011年4月1日に国道155号との交点（内堀南交差点）までの旧道は県道から除外され、東海市後田から富木島町伏見4丁目までの市道が県道に編入され、白拍子橋東交差点にて現道とバイパスが分岐する形となった。愛知県道55号名古屋半田線のバイパスとして供用されているのは東海市加木屋町までと阿久比町の一部区間である。
内堀南交差点からは道なりに進み、阿久比町椋岡にて愛知県道264号阿久比半田線と分岐。阿久比川左岸を通り、半田橋を渡り、住吉町五丁目交差点にて国道247号と合流する。

### 路線データ
- 起点：名古屋市熱田区（熱田神宮南交差点）
- 終点：愛知県半田市（住吉町5丁目交差点）

## 沿革
- 1956年4月14日 認定

## 接続道路
- 国道1号・国道19号（伏見通）・国道22号（伏見通）（熱田神宮南交差点）
- 国道247号（熱田神宮南交差点 - 港東通交差点、新宝町交差点 - 名和北交差点で重複）
- 愛知県道225号名古屋東港線（内田橋北交差点、大江町交差点 - 船見町交差点で重複）
- 名古屋市道大江中線（大江町交差点）
- 名古屋市道東海橋線（東海通）（氷室交差点）
- 名古屋市道名古屋環状線（港東通交差点 - 北頭交差点、港東通交差点-大江町交差点で重複）
- 国道23号（名四国道）（北頭交差点 - 大高ICで重複）
- 名古屋高速4号東海線（東海新宝出入口）
- 愛知県道59号名古屋中環状線（新宝町交差点 - 名和北交差点で重複）
- 国道302号（名古屋環状2号線）（一本木交差点、日向根交差点）
- 愛知県道249号長草東海線（寿鎌交差点）
- 愛知県道243号東海緑線（伏見1丁目交差点）
- 国道155号・愛知県道57号瀬戸大府東海線（内堀南交差点、白拍子橋東交差点）
- 愛知県道24号知多東浦線（緒川新田交差点）
- 愛知県道46号西尾知多線（卯坂交差点、福住交差点）
- 知多半島道路（阿久比IC）
- 国道247号（住吉町5丁目交差点）

## 通過する自治体
- 名古屋市（熱田区、南区、港区）
- 東海市
- 知多郡東浦町
- 知多市
- 知多郡阿久比町
- 半田市

## 別名
- 南陽通（名古屋市港区）
- 環状線（名古屋市南区、港区）
- 半田街道（東海市、阿久比町、半田市、武豊町）